# Estat Occidental
L'Estat Occidental (Western State) fou un antic estat federat de Nigèria que es va formar el 1967 quan la Regió Occidental de Nigèria fou subdividida en els estats de Lagos i Estat Occidental. La seva capital fou Ibadan, que ja era la capital de la regió.
El 1976 l'estat fou subdividit en tres nous estats: Ogun, Ondo i Oyo.